# Cămășile negre
Milizia Volontaria per la Sicurezza Nazionale  (MVSN, „Miliția Voluntară pentru Securitate Națională”), numită de obicei Cămășile negre (italiană: Camicie Nere, CCNN, singular: Camicia Nera) sau squadristi (singular: squadrista) Partidul Național Fascist și, după 1923, o miliție de voluntariat a Regatului Italiei. Membrii lor erau deosebiți prin uniformele lor neagre (modelate pe cele ale armatelor de elită ale Arditilor din Primul Război Mondial) și loialitatea față de Benito Mussolini, ducele (liderul) fascismului, căruia i-au jurat credință. Fondatorii grupurilor paramilitare erau intelectuali naționaliști, foști ofițeri de armată și tineri proprietari de teren care se opuneau sindicatelor țărănimii și muncitorilor din țară. Metodele lor au devenit mai dure ca puterea lui Mussolini a crescut și au folosit violență și intimidare împotriva adversarilor lui Mussolini. În 1943, după căderea regimului fascist, MVSN a fost integrat în armata italiană regală și desființat.

## Legături externe
- Axis History Factbook/Italy/Militia
- Comando Supremo